# Pleospora microspora
Pleospora microspora är en svampart som beskrevs av Niessl 1876. Pleospora microspora ingår i släktet Pleospora och familjen Pleosporaceae.   Inga underarter finns listade i Catalogue of Life.